# Knox-Küste
Koordinaten: 67° S, 105° O
Die Knox-Küste ist ein Küstenabschnitt im ostantarktischen Wilkesland, der sich zwischen Kap Hordern bei 100° 31’ O und den Hatch-Inseln bei 109° 16’ O erstreckt. Vor der Küste liegt die Mawsonsee, ein Randmeer des Südlichen Ozeans.
Entdeckt wurde die Küste im Februar 1840 im Rahmen der vom US-amerikanischen Polarforscher Charles Wilkes geleiteten United States Exploring Expedition (1838–1842). Wilkes benannte sie nach Leutnant Samuel Richardson Knox (1811–1867) von der United States Navy, Kapitän der USS Flying Fish bei dieser Forschungsreise.
In diesem Gebiet befindet sich die Bunger-Oase mit den Bunger Hills sowie unter anderen Uran Island.